# Ionisations-Vakuummeter

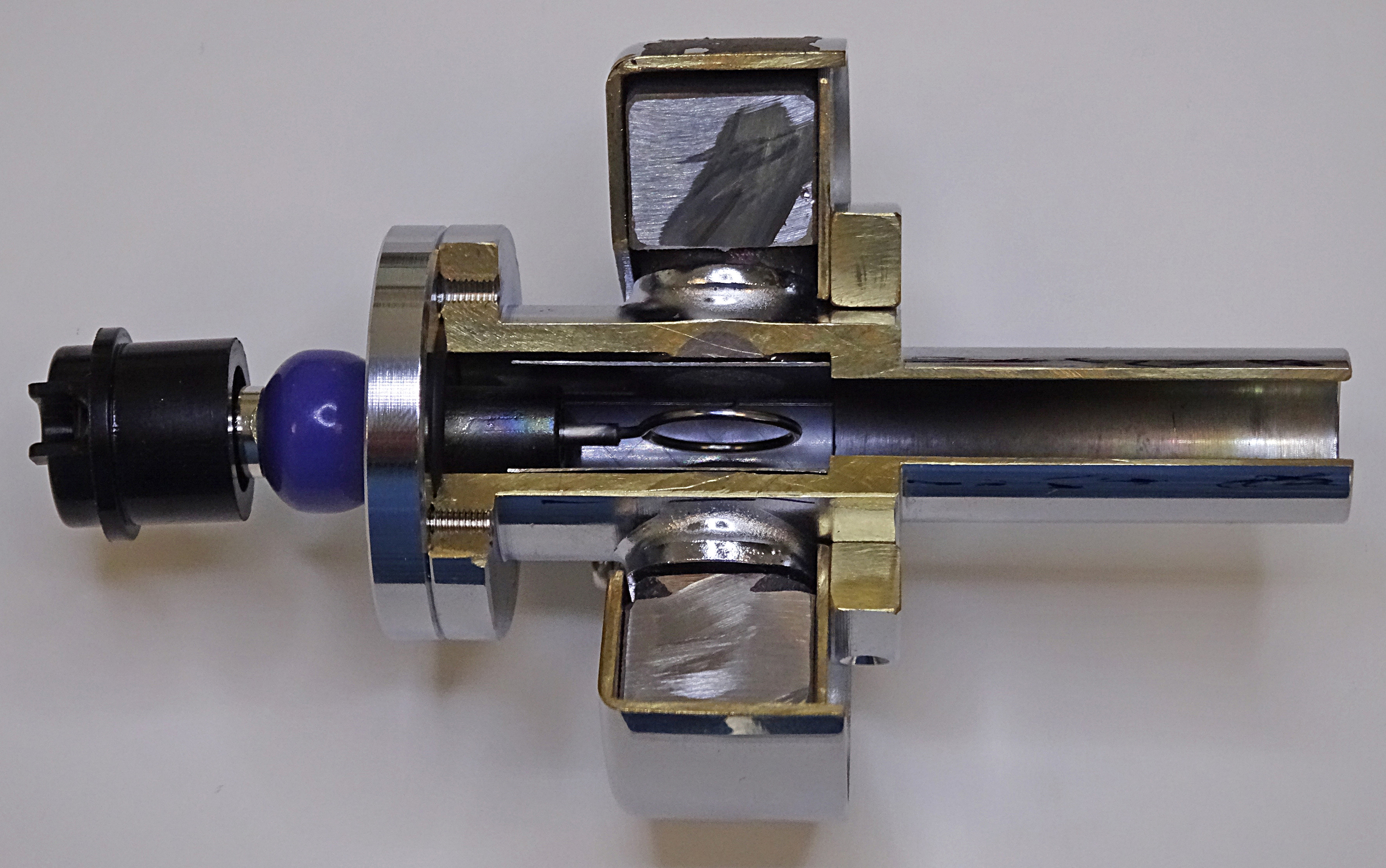
Messfühler eines Penning-Vakuummeters, geöffnet

Ein Ionisations-Vakuummeter ist ein Druckmessgerät zur Druckbestimmung im Hoch- und Ultrahochvakuumbereich, also etwa 10−3 mbar (0,1 Pa) bis 10−12 mbar (0,1 nPa). Das Prinzip basiert auf einer indirekten Druckmessung mittels Ionisation der Gasatoms bzw. -Moleküle; der Ionenstrom ist zur Teilchenzahldichte proportional.
Die Druckanzeige aller Ionisationsvakuummeter ist von der Gasart abhängig; bei Gasen mit geringem Wirkungsquerschnitt für Elektronenstoß-Ionisation wie He wird ein zu niedriger Druck angezeigt, bei Gasen mit großem Wirkungsquerschnitt für Ionisation (große organische Moleküle) wird ein zu hoher Druck angezeigt. Die Kalibrierung erfolgt normalerweise so, dass für Stickstoff (N2) der richtige Druck angezeigt wird.
Für die Ionisation des Restgases gibt es unterschiedliche Umsetzungsmöglichkeiten:
- Kaltkathoden-Ionisationsvakuummeter
- Glühkathoden-Ionisationsvakuummeter

## Kaltkathoden-Ionisationsvakuummeter
Zwischen Anode und Kathode liegt eine Gleichspannung von etwa 2 kV an. Vorhandene Elektronen werden in diesem Feld beschleunigt und ionisieren Restgasteilchen durch Stoßionisation. Es bildet sich ein druckabhängiger Entladungsstrom, der gemessen wird. Oberhalb von 10−2 mbar (1 Pa) geht der Ionenstrom in eine Glimmentladung über, die vom Druck unabhängig ist (obere Messbereichsgrenze).
Da bei geringen Drücken die Wahrscheinlichkeit für Stöße sehr gering ist, wird die Weglänge der Elektronen durch ein Magnetfeld erhöht; die Elektronenbahnen ähneln daher Schraubenlinien. Aufschlagende Ionen können Material aus der Kathode herausschlagen (Kathodenzerstäubung). Meistens ist die Kathode zugleich die Wand der Messzelle und ausreichend dick, sodass die Lebensdauer der Messzelle durch den Materialabtrag nicht begrenzt wird. Allerdings wirkt die durch den Materialabtrag gereinigte Oberfläche als Getter, sodass die Messzelle ähnlich einer kleinen Ionengetterpumpe wirkt. Daher kann der Druck in der Messzelle (und somit der angezeigte Druck) geringer sein als der tatsächliche Druck in der Vakuumkammer. Zusätzlich können auch organische Verunreinigungen zu Messfehlern frühen; die Genauigkeit ist daher geringer als bei Glühkathoden-Ionisationsvakuummetern.
Kaltkathoden-Vakuummeter werden auch als Penning-Vakuummeter bezeichnet; die heute übliche Bauform ist das sogenannte „Invertierte Magnetron“ mit innenliegender Anode und axialsymmetrischem Magnetfeld; die Messröhre wird von einem oder zwei Ringmagneten umschlossen.

## Glühkathoden-Ionisationsvakuummeter

Bayard-Alpert-Messzelle

Das Glühkathoden-Ionisationsvakuummeter oder Heißkathoden-Ionisationsvakuummeter basiert auf der Emission von Elektronen aus dem beheizten Kathodenmaterial. Zwischen der Glühkathode und der Anode liegt eine Spannung ({\displaystyle U}) an, die die emittierten Elektronen ({\displaystyle e}) beschleunigt. Diese Elektronen können unter der Bedingung {\displaystyle e\cdot U\geq E_{I}} (wobei {\displaystyle E_{I}=} Ionisationsenergie) die Restgasteilchen ionisieren. Die positiv geladenen Gasionen werden von einer weiteren Elektrode, deren Potential negativer ist als jenes der Glühkathode, angezogen (Ionenfänger). Die Neutralisation der Ionen am Ionenfänger führt zu einem messbaren elektrischen Strom; der Ionenstrom ist daher von der Teilchenzahldichte im Restgas und somit von der Gasdichte abhängig. Abgesehen von der Abhängigkeit der Ionisationswahrscheinlichkeit von der Gasart ist im Idealfall eine Genauigkeit von ±10% erreichbar, das ist wesentlich besser als bei Kaltkathoden-Vakuummetern.
Ein Nachteil der Heißkathoden-Ionisationsvakuummeter liegt darin, dass die Glühkathode durchbrennen kann, insbesondere bei plötzlichem, unerwarteten Belüften der Vakuumkammer.
Auf der Restgasionisation mittels Glühkathoden basieren:
- Trioden-Messröhren. Diese sind ähnlich wie konventionelle Radioröhren mit der Glühkathode in der Mitte aufgebaut; allerdings dient das Gitter als Anode und der äußere Mantel ist der Ionenfänger. Diese Messröhren werden für vergleichsweise hohe Drücke (10−7 bis 1 mbar) verwendet.
- Bayard-Alpert-Vakuummeter (1950 von Robert T. Bayard erfunden[1] und von Daniel Alpert entwickelt und beschrieben[2][3]) Bei dieser Bauform ist der Ionenfänger ein sehr dünner Draht. (Damit wird der Messfehler durch Photoemission von der Oberfläche des Ionenfängers minimiert; dieser Effekt wird durch weiche Röntgenstrahlung ausgelöst, die beim Auftreffen der Elektronen auf der Anode entsteht.) Der Messbereich reicht von ca. 10−11 bis 10−4 mbar.
- Extraktor-Ionisationsvakuummeter: Hier wird durch eine Abschirmung verhindert, dass der Ionenfänger von weicher Röntgenstrahlung getroffen wird; die Ionen werden durch eine Extraktionsspannung auf den Ionenfänger „abgesaugt“. Damit kann die untere Grenze es Messbereichs auf 10−12 mbar ausgedehnt werden.
- Orbitron-System mit besonders langen Elektronenwegen.